# 트랜스젠더 인식주간
트랜스젠더 인식주간(Transgender Awareness Week)은 트랜스젠더 추모의 날(TDoR) 11월 20일 이전의 1주일, 즉 매년 11월 13일부터 11월 19일까지다. 